# ドイモイ
ドイモイ（ベトナム語：Đổi mới / 𣌒𡤓）は、1986年のベトナム共産党第6回党大会で提起されたスローガンであり、主に経済（価格の自由化、国際分業型産業構造、生産性の向上）、社会思想面において新方向への転換を目指すものである。直訳すれば「新しい物に換える」の意。日本語では「刷新」と翻訳された。

## 概要
民富や強国・民主・文明社会を掲げて発展するという理念で、これは中華人民共和国が目指す改革開放「2050年、文明社会主義国」の系譜を辿っているという見解もある。
いずれにしても、社会主義国の官から民へ経済思考に転換されている。

## ドイモイと農業
80%が農民や農村居住者である農業国であるベトナムではあるが、近代化・工業化の過程においてドイモイ政策実施までは国家政策としては農業は重視されなかった。しかしながら、古田元夫によればドイモイを導いたのはベトナムの農業の現実であった。ベトナム共産党は、本格的なドイモイに踏み切った後の1988年4月、政治局第10号決議で事実上、個々の農家が農業形成の基本単位であることを認めた。この決議により、合作社が農地の大半を所有して農業経営の基本的単位となる集団農業の存在には終止符が打たれることとなった。それまでベトナムの農業を支配していた、この闇行為である「もぐり請負制」を共産党は合法的なものとして追認することでドイモイにつながっていった。この意味ではドイモイを始めたのは農民であった。ベトナム農民はそれまでの「貧しさを分かち合う社会主義」というシステムに挑戦する行動を開始したのである。事実、ドイモイ以後農民の暮らしは変化し、全体としては1980年代よりも豊かになった。